# Postmodernizm (architektura)

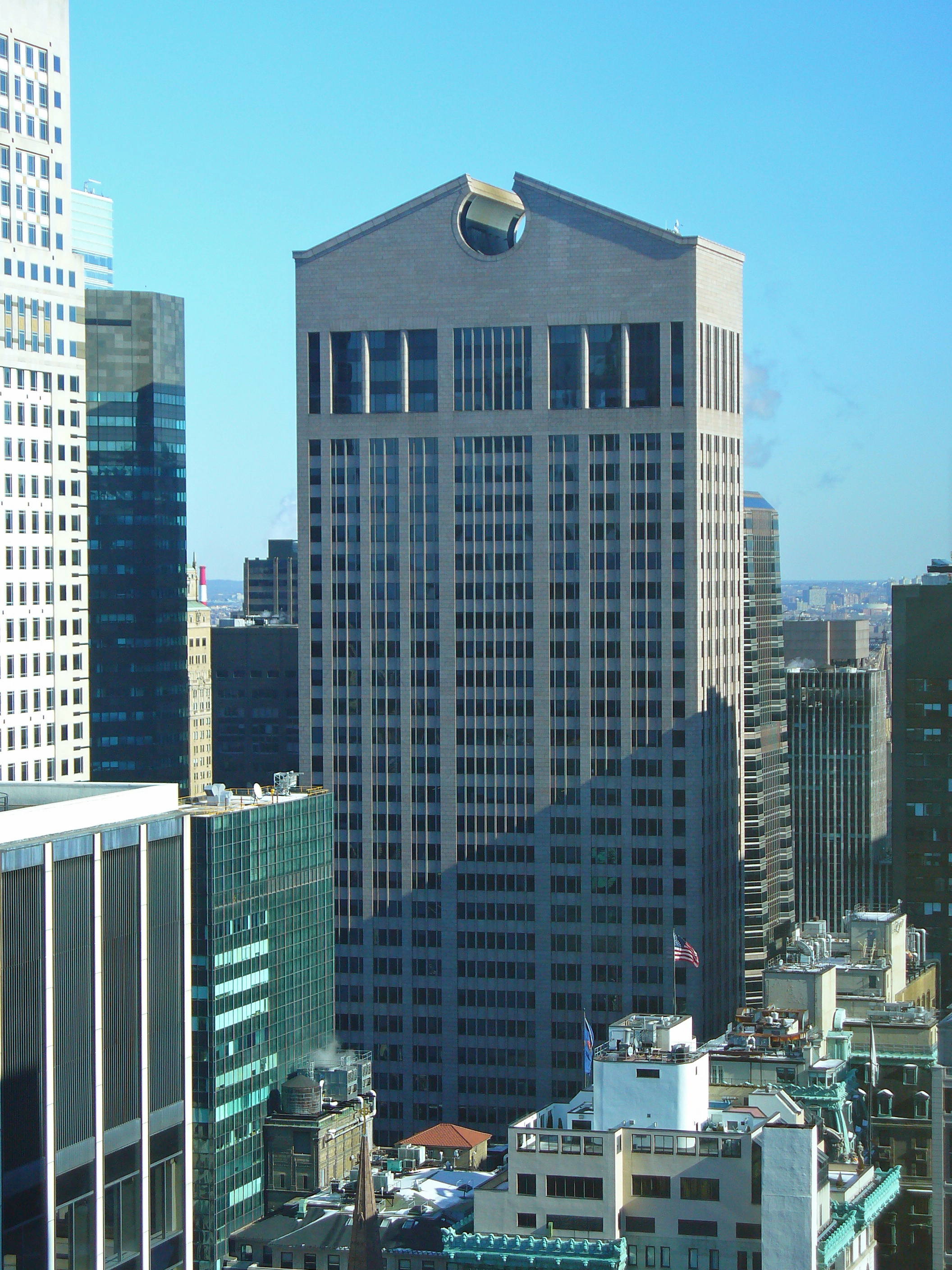
Ph. Johnson AT&T Building w Nowym Jorku na Manhattanie (ob. Sony Building)

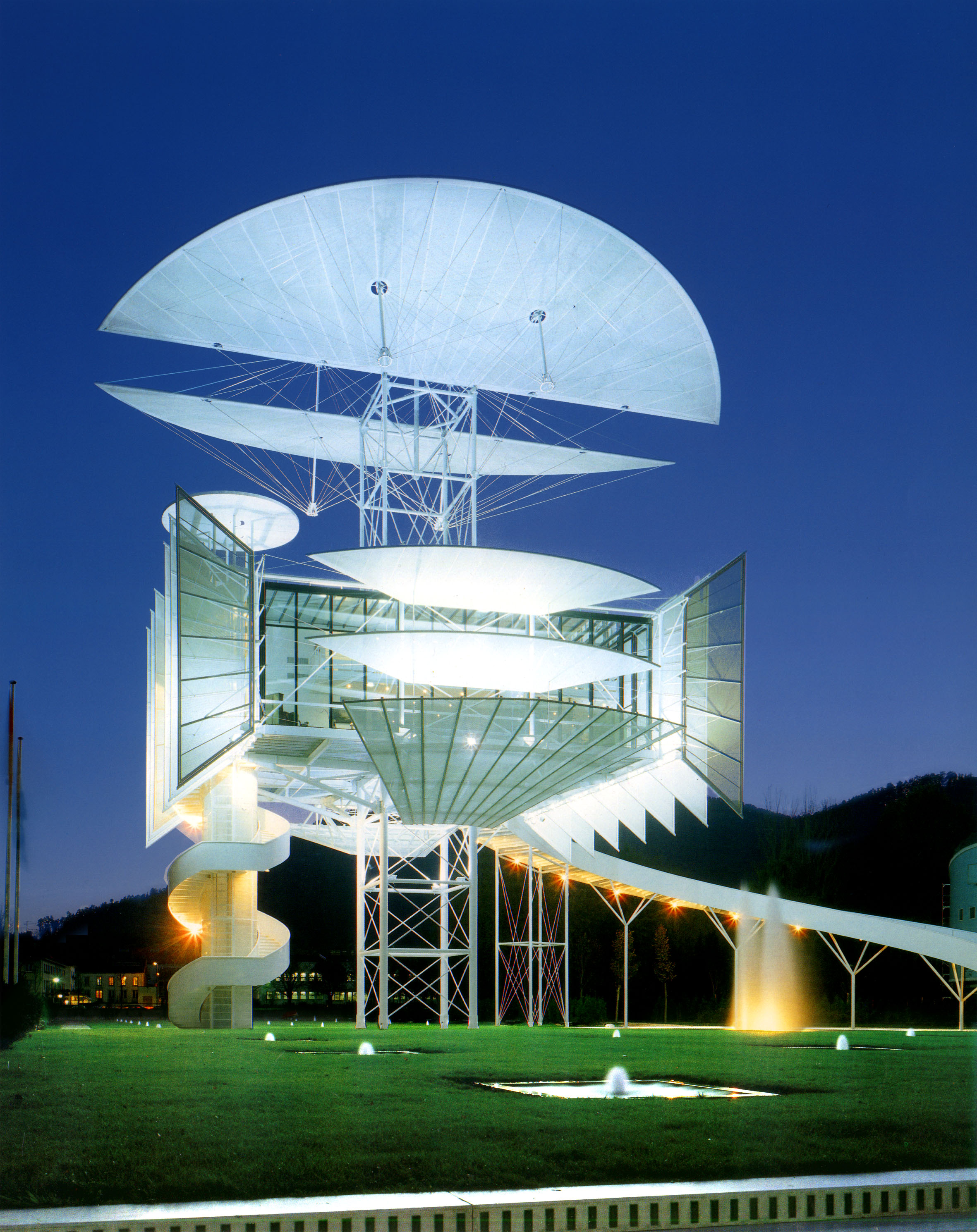
Wieża Wolności, postmodernistyczny budynek i pomnik, Nicolas Normier i Jean-Marie Hennin, Saint-Dié (pierwotnie w Paryżu z okazji 200. rocznicy wybuchu rewolucji francuskiej)

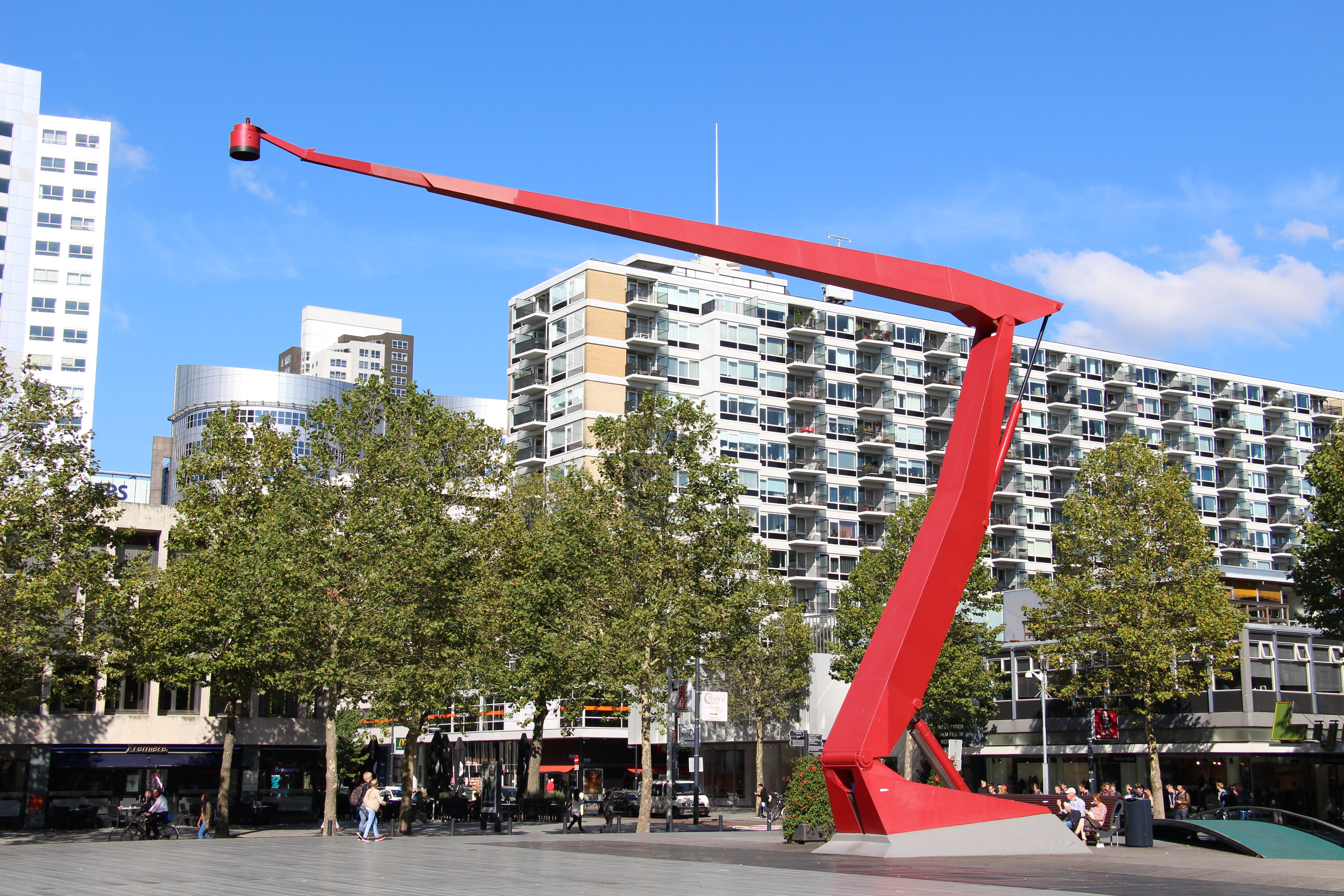
Schouwburgplein w Rotterdamie. Dawny, pusty plac został zrewitalizowany w 1996 przez architekta Adriaan Geuze w stylu postmodernizmu, podniesiony na wysokość trzech schodów, wyposażony w fontannę, długie ławki i ruchome, czerwone latarnie przypominające żurawie portowe i reprezentujące sztukę kinetyczną. Widoczne jest planowe, duże zazielenienie terenu.

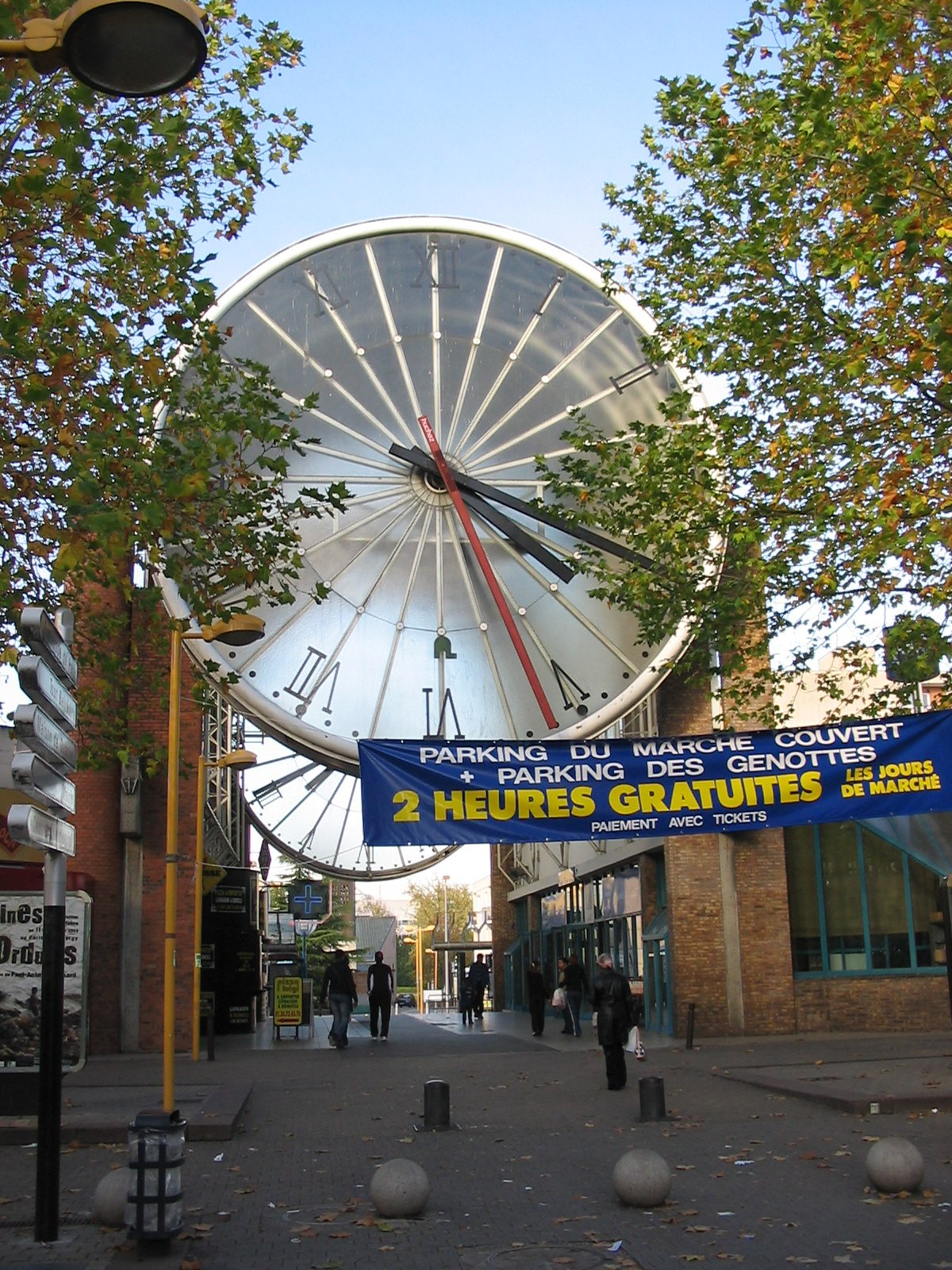
Postmodernizm: Martine i Philippe Deslandes, dworzec kolejowy Cergy-Saint-Christophe we Francji, 1985. Największy zegar dworcowy w Europie

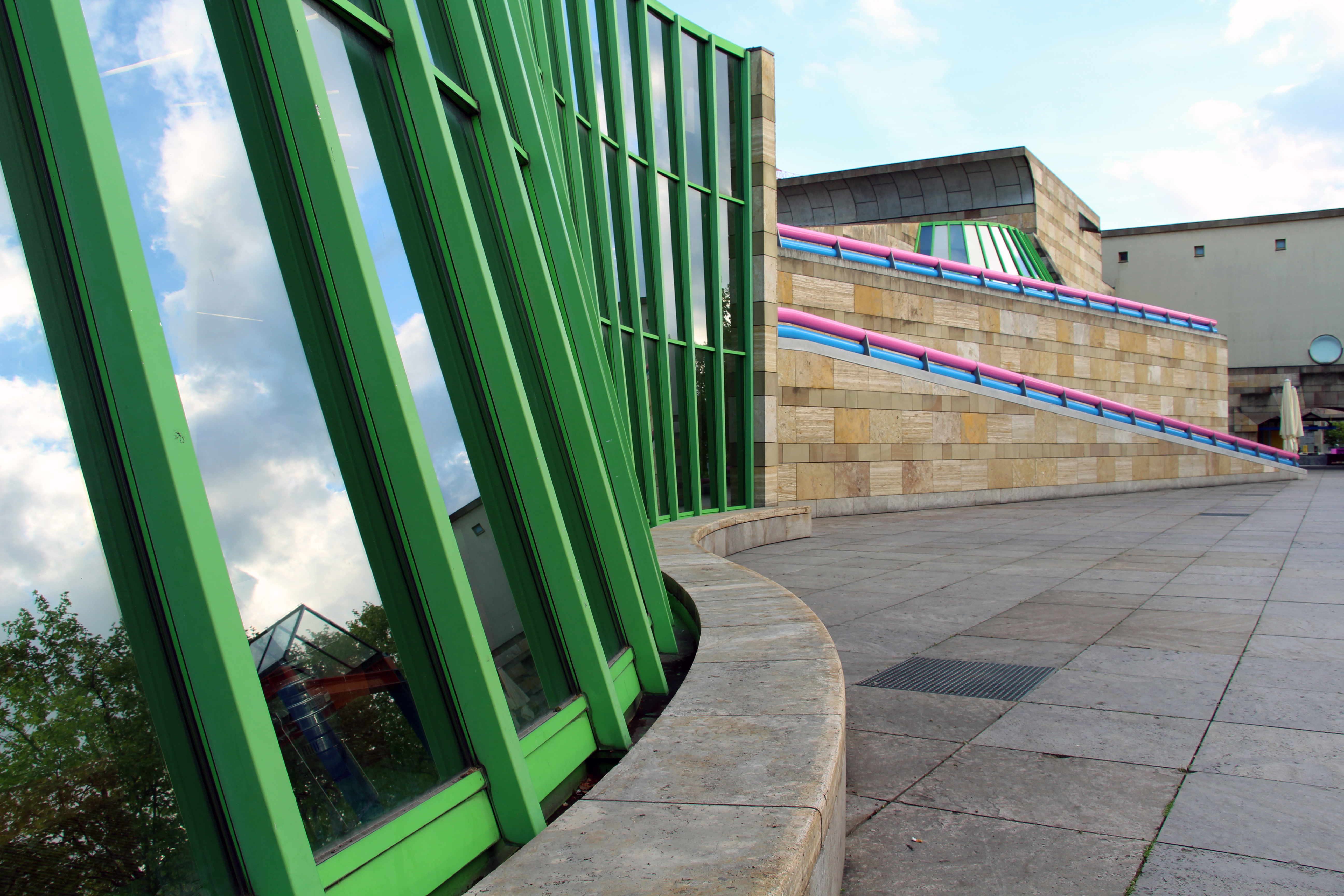
Postmodernizm: J. Stirling, Nowa Galeria Państwowa w Stuttgarcie

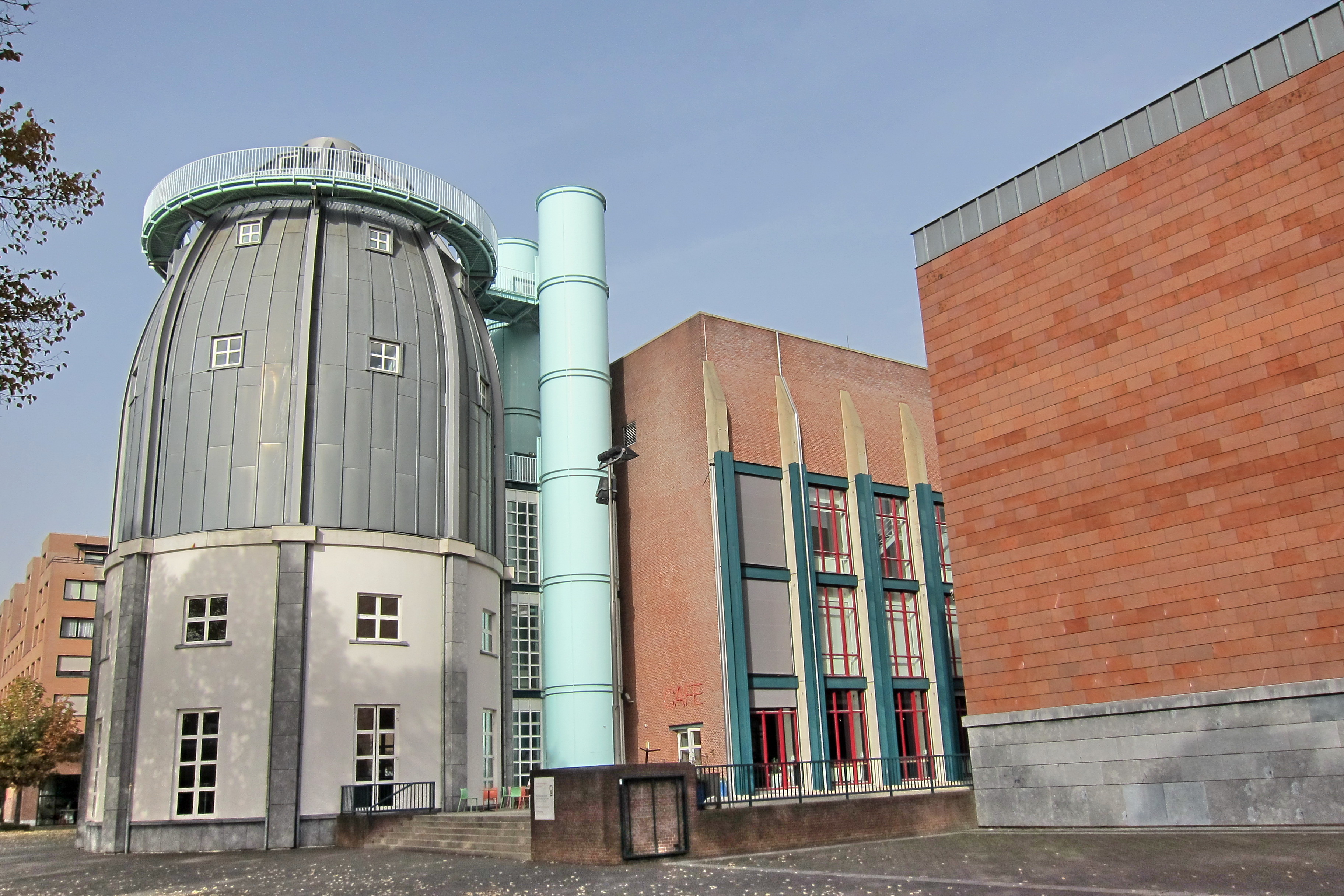
Postmodernizm: A. Rossi, Bonnefantenmuseum w Maastricht

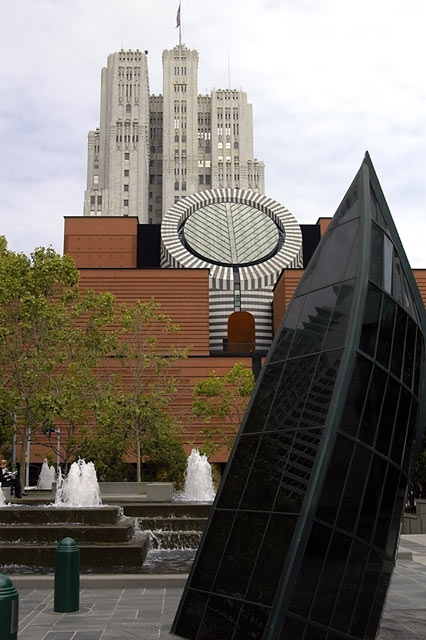
Postmodernizm: M. Botta, Muzeum Sztuki Współczesnej w San Francisco

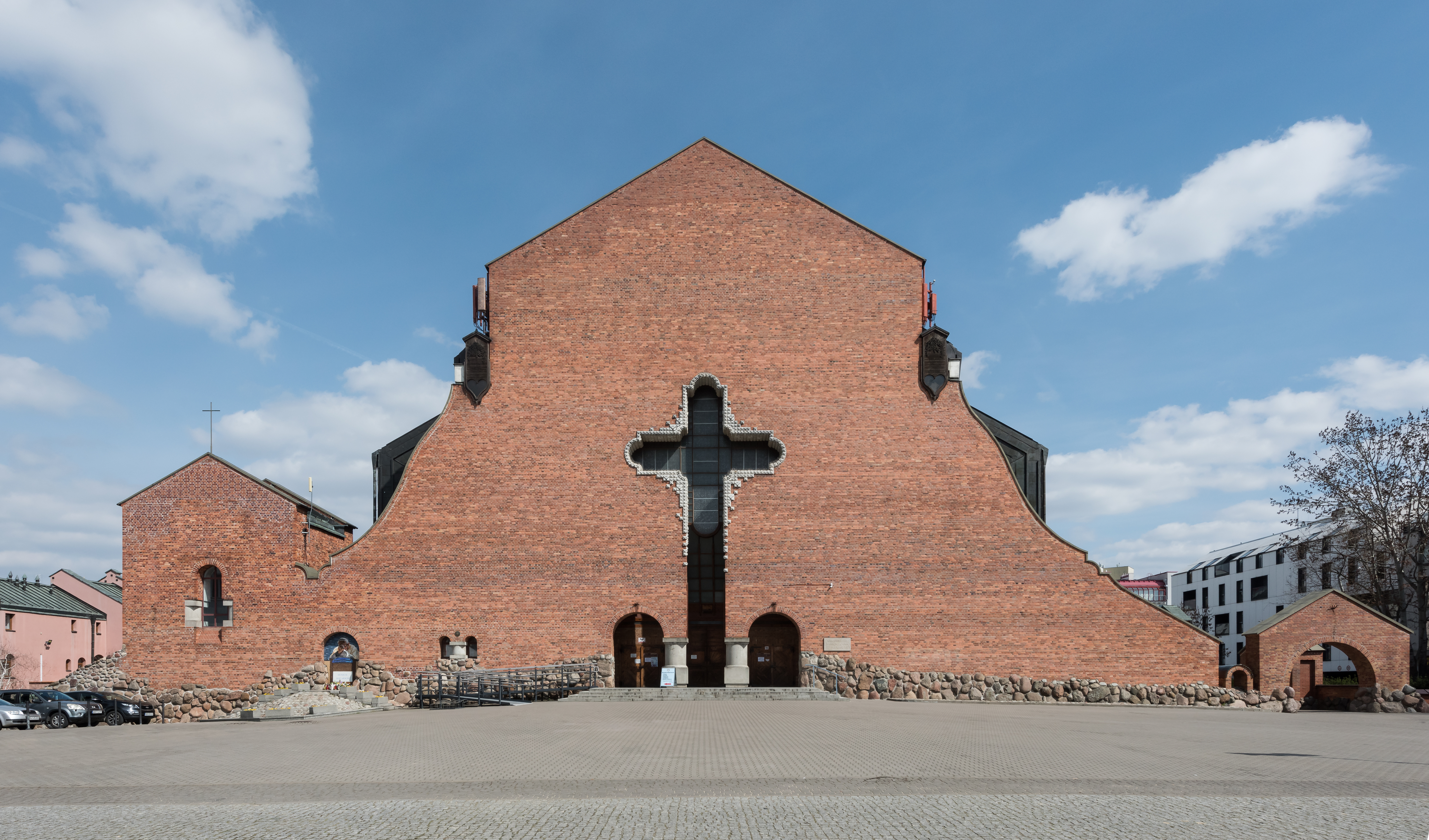
Historyzujący postmodernizm:
M. Budzyński, kościół Wniebowstąpienia Pańskiego w Warszawie

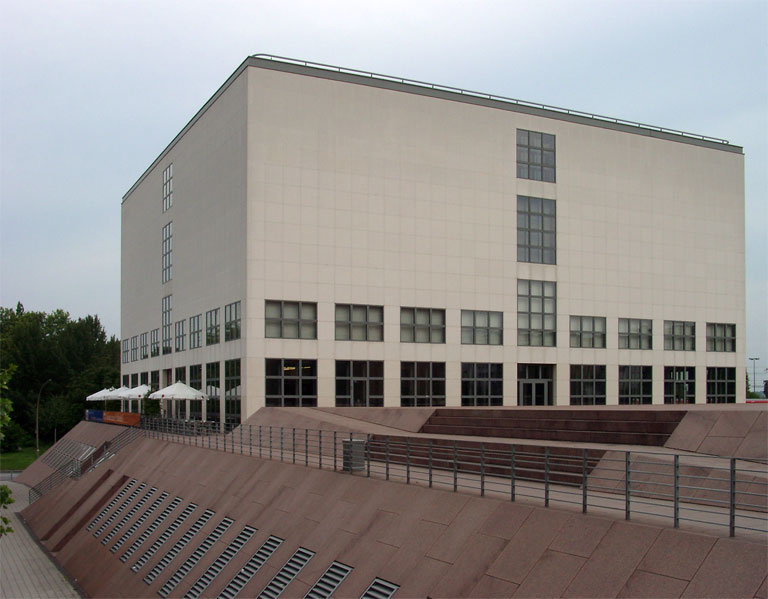
Postmodernizm:
O. M. Ungers, Galeria Sztuki Współczesnej w Hamburgu

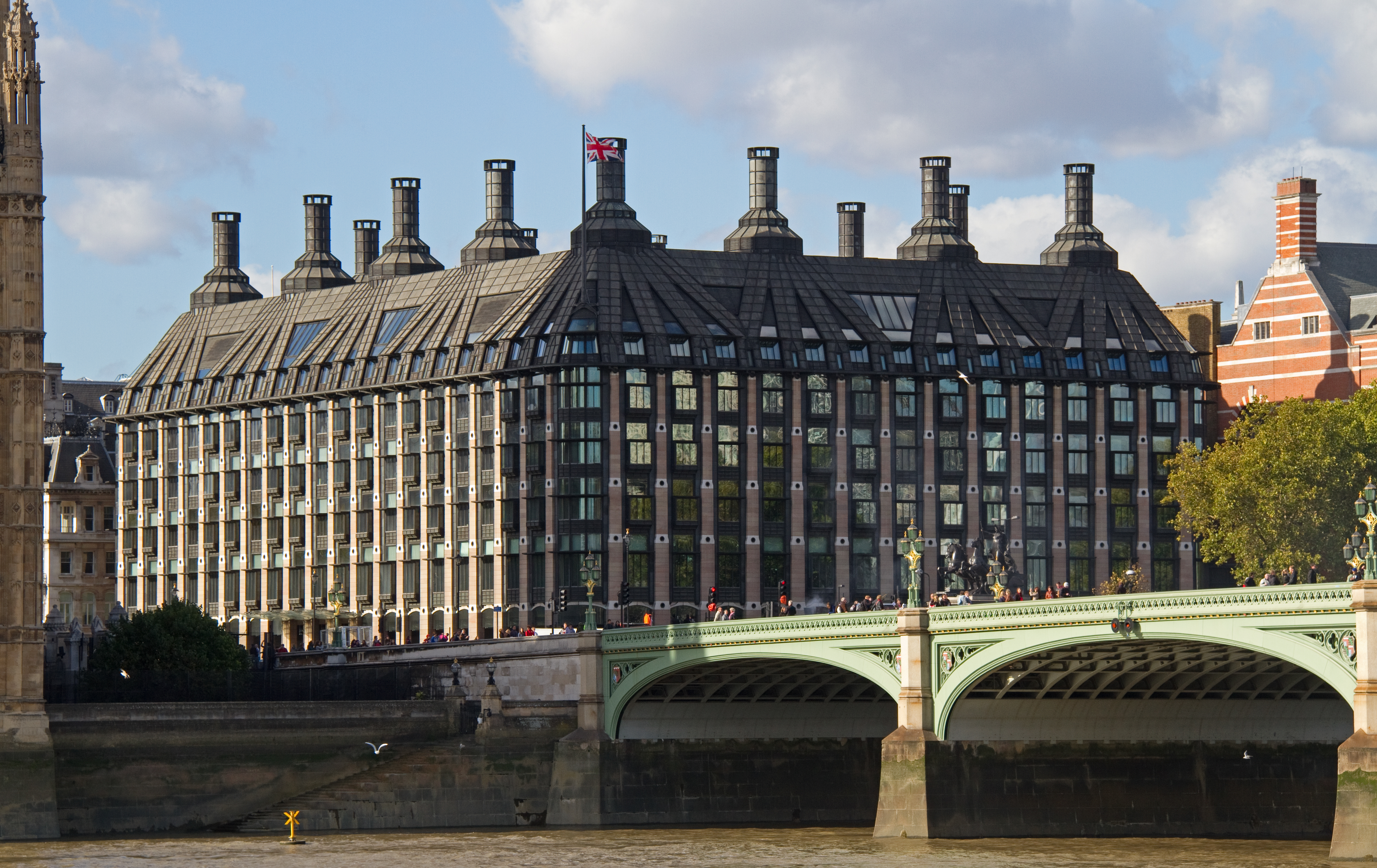
Postmodernizm:
M. Hopkins, Biura parlamentu w Londynie

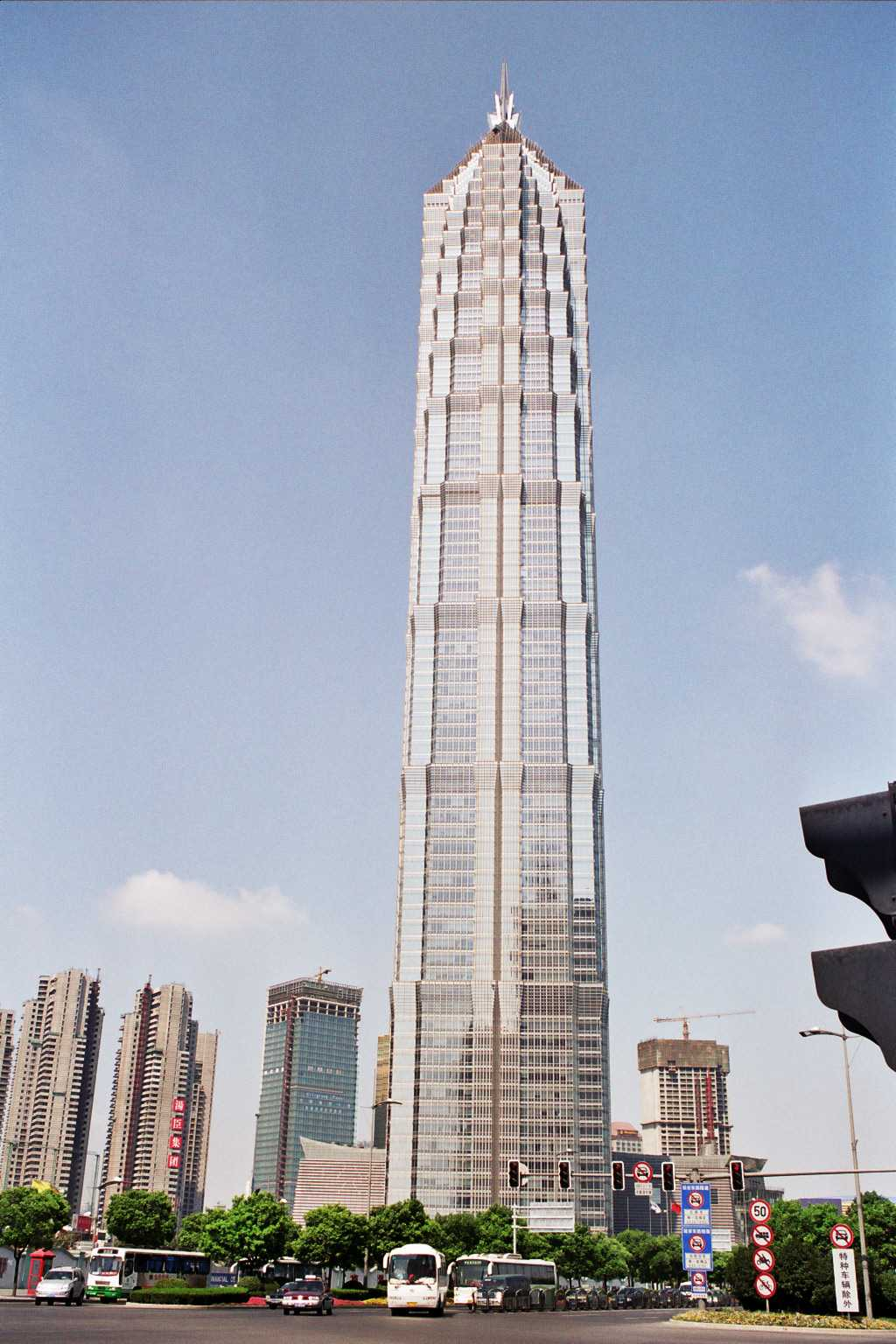
Postmodernizm:
Skidmore, Owings and Merrill, Wieżowiec Jin Mao w Szanghaju

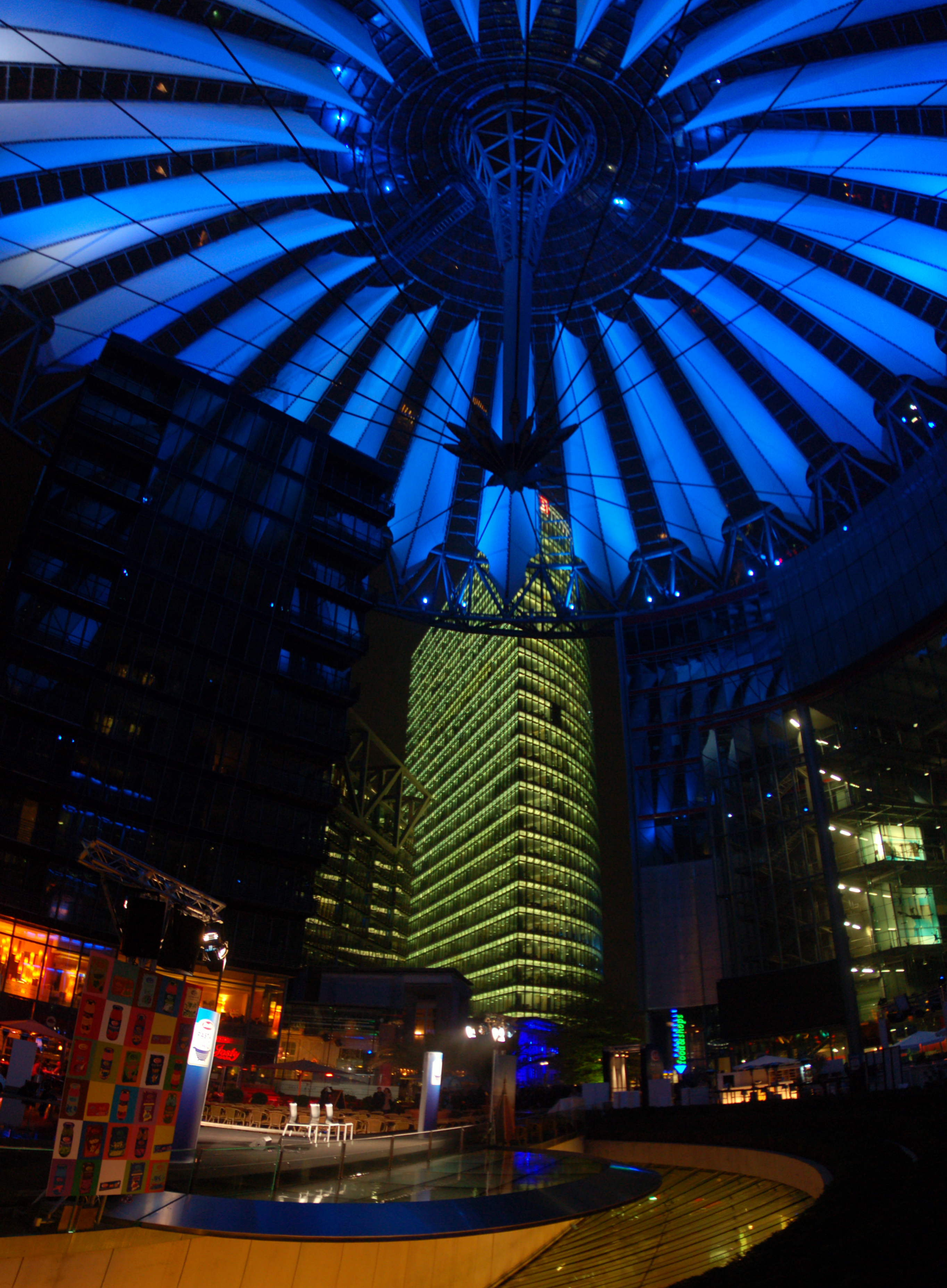
Postmodernistyczne miasto:
H. Jahn, Sony-Center w Berlinie

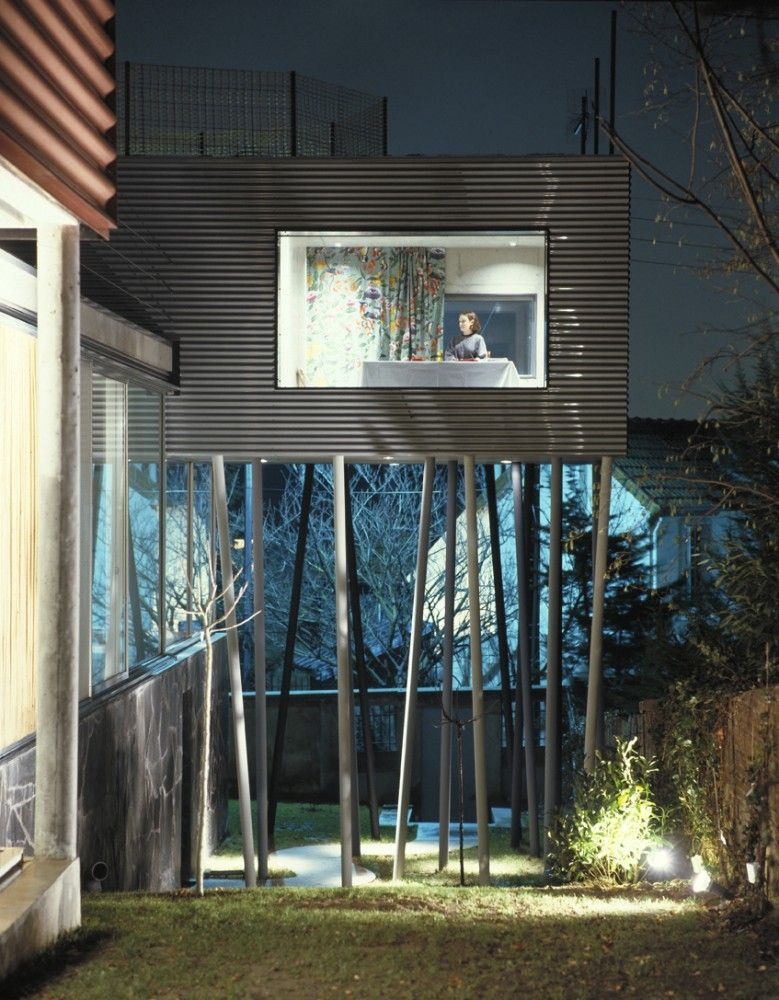
Postmodernizm: Rem Koolhaas. Villa dall’Ava, Saint-Cloud, Francja, 1991. Dom jednorodzinny na słupach (fr. pilotis), z ogrodem i basenem na dachu płaskim i z widokiem na wieżę Eiffla, inspirowany Willą Savoye Le Corbusiera (1931).

Postmodernizm – ogół prądów w architekturze przełomu XX i XXI w., następujących po modernizmie i odcinających się od jego koncepcji projektowych. W odróżnieniu od modernizmu postmodernizm nie ma ambicji awangardowych i przedkłada w architekturze komponowanie i kompilowanie nad poszukiwanie.

## Główne założenia postmodernizmu w architekturze
Architektura postmodernistyczna cechuje się pluralizmem i złożonością. Zdaniem postmodernistów, architektura nie musi ulegać duchowi czasu i postępowi technicznemu, zaś przede wszystkim powinna zależeć od kontekstu, nastroju czy wreszcie osobistych upodobań architekta i inwestora.

## Nazwa
Określenia postmodernizm w odniesieniu do architektury po raz pierwszy użył Joseph Hadnut w 1945 (post-modern house). O ile jako postmodernistyczne w ogólniejszym sensie (i w nawiązaniu do filozofii postmodernistycznej) określić można wszelkie prądy po modernizmie, w ściślejszym znaczeniu postmodernizm oznacza tendencje historyzujące. Termin postmodernizm (czyli po-modernizm) w tym ujęciu, prezentowanym m.in. przez Charlesa Jencksa (Post-Modern Architecture, 1975), został wprowadzony do powszechnego obiegu przez dziennikarzy New York Timesa w 1978 przy okazji prezentacji projektu biurowca AT&T projektu Philipa Johnsona.

## Historia
Postmodernizm rozwijał się jako dojrzały protest przeciwko modernizmowi od połowy lat 50. w tworzonej przez nowoczesnych (tj. odrzucających tradycjonalizm) twórców architekturze, w której motywy i aluzje historyczne nadawały jej specyficzny nastrój, często z elementami przewrotnego humoru. We Włoszech Giancarlo de Carlo i Carlo Scarpa łączyli funkcjonalną architekturę z miejscowymi historycznymi wzorcami, wychodząc daleko poza regionalizację przyjętą w późnym modernizmie. W USA dążono do reprezentacyjności oraz nadania architekturze znaczenia. Kolegium Stilesa i Morse’a Eero Saarinena przywoływało nastrój średniowiecznego miasta, również twórczość Philipa Johnsona ukazywała zainteresowanie historycznie stosowanymi metodami kształtowania przestrzeni i elewacji. Wątki historyczne i nawiązania do lokalnej tradycji pojawiły się w początku lat 60. także w architekturze japońskiej.
Za właściwą datę narodzin postmodernizmu można uznać okolice roku 1965. Przełomem było ukazanie się publikacji Jane Jacobs The Death and Life of Great American Cities i Roberta Venturiego Complexity and Contraddiction in Architecture (Złożoność i sprzeczność w architekturze) oraz Learning from Las Vegas. Modernizmowi zarzucano brak wyrazu i bezduszność. Jacobs uważała, że w planowaniu miast nie należy dążyć do uproszczenia struktury, lecz jedynie organizować skomplikowany system, Venturi przykładał wielkie znaczenie także do dowcipu i ironii w architekturze. Narastająca krytyka modernizmu miała swą kulminację w 1972, gdy nastąpiło wyburzenie jedenastopiętrowych wielkopłytowych bloków mieszkalnych na osiedlu Pruitt-Igoe w Saint Louis, wzniesionych dwadzieścia lat wcześniej przez Minoru Yamasakiego.
W późnych latach 70. XX w. postmodernizm stał się dominującym kierunkiem w USA, z niewielkim opóźnieniem pojawił się w Europie Zachodniej. Rozpowszechnienie mody na postmodernizm wśród inwestorów wpłynęło na jego wulgaryzację, spłaszczenie do komercyjnej otoczki.
Weneckie Biennale w 1980 stanowiło kolejny przełom w rozwoju postmodernizmu – od tego momentu można go uważać za styl dominujący. Postmodernistyczna dążność do partycypacji mieszkańców i odrzucanie strefowania funkcjonalnego przejawiały się w planowaniu wielkich miast. Narracyjność i dążenie do rozdrobnienia w architekturze zdobywały sobie coraz więcej zwolenników, przejęło je także wielu twórców późnego modernizmu. Jednocześnie jednak Aldo van Eyck wzywał do poszczucia psami [postmodernistów], zaś Berthold Lubetkin nazwał postmodernizm architekturą transwestytyczną (ang. transvestite architecture).
W końcu lat 80. klasyczny (historyzujący) postmodernizm okrzyknięto martwym, zaczęły dominować prądy takie jak high-tech i neomodernizm, jednak od połowy lat 90. coraz częściej, zwłaszcza w architekturze handlowej, sięga się ponownie po historyzujące motywy, równolegle do rozwoju dekonstruktywizmu.
Architektura pierwszych lat XXI wieku opiera się nadal na założeniach postmodernistycznych, jednocześnie zaostrza się polaryzacja między twórcami poszukującymi źródeł tożsamości w historii oraz zwolennikami pluralizmu stylistycznego. Wsparte komputerowym programowaniem nowe formy (dekonstruktywizm, bloby) wymykają się jeszcze klasyfikacji.

## Cechy architektury postmodernistycznej
Architektura postmodernistyczna nie posiada jednolitej ideologii. Występują w niej równolegle tendencje do wpisania obiektu w kontekst, często przy eklektyzującym nawiązywaniu do form historycznych, jak i do stylistycznego pluralizmu.
W postmodernizmie występuje najczęściej rozłączne traktowanie funkcji i formy. Twórcy operują powszechnie rozumianymi kodami kulturowymi, traktując czytelność formy i idei budynku jako wartość nadrzędną nad kształtowaniem na podstawie uwarunkowań funkcjonalnych. Zewnętrzność obiektu jest świadomą dekoracją i nakładką na jego stylistyczną neutralność, a budynek udekorowaną szopą (ang. decorated shed – wyrażenie Venturiego). Przeciwstawia się go modernistycznemu modelowi budynku-kaczki, czyli wyprowadzonemu z powiązań użytkowych, lecz niezrozumiałemu. Modernistyczna kaczka, której sprzeciwiają się postmoderniści często przybiera formę w istocie przypadkową, stworzoną wbrew uwarunkowaniom kulturowym i przywołującą inne treści, niż zamierzone (np. niektóre kościoły kojarzą się raczej z fabryką). W postmodernizmie elewacja traktowana jest jako odpowiednik stroju u ludzi. Znaczenie budynkowi nadają zarówno klasyczne, jak i nowsze symbole (portal, wieża, cokół, kratownica, szkło), czasem powstają ich kontrastowe zestawienia. Modernistyczne hasła form follows function (Louis Sullivan) i less is more (Mies) zastąpiono hasłami form follows fiction i less is a bore, co swobodnie można przetłumaczyć na forma podąża za fikcją i im mniej tym nudniej. Skupienie się na formalnych aspektach architektury prowadzi jednak nierzadko do poważnych niedostatków funkcjonalnych.
Postmodernizm to styl architektoniczny odwołujący się do archetypu i reminiscencji. Modernistyczny bunt wobec tradycji historycznej został zastąpiony odkryciem, że jest ona niewyczerpanym źródłem, z którego można czerpać rozmaite motywy. Cytaty z architektury dawnej nie pełnią jednak tej samej roli, co w historycznych wzorcach, często są do budynku sztucznie dołączone. Postmodernizm nie jest rodzajem historyzmu, gdyż nie naśladuje zazwyczaj konkretnego stylu, lecz swobodnie łączy zapożyczone motywy z własnymi pomysłami twórców i uwarunkowaniami współczesnej funkcji. Niekiedy określa się go jako manieryzm modernizmu.
Fasada budynku postmodernistycznego nadaje mu znaczenia (nieraz symbolicznego) i umieszcza go we właściwej typologii, nie ma zaś bezpośredniego związku z rozmieszczeniem funkcji. Funkcjonalizm jest odrzucany, architektura jest traktowana jako sztuka oderwana od realiów. Ornament i symbol, a także symetria wracają do łask. Środkami kształtowania architektury stają się ironia, zaskoczenie, absurd.

### Historyzujące odmiany postmodernizmu
Postmodernizm najczęściej kojarzony z XX-wiecznymi odwołaniami do stylów historycznych. Główny, historyzujący nurt postmodernizmu wywodzi się zarówno z tendencji zachowawczych i nawiązań do tradycji budownictwa europejskiego, jak i z całkowicie swobodnej gry formalnej.
Pośród historyzującego postmodernizmu rozróżnić można:
- prąd symboliczny czerpiący cytaty z historii (np. Robert Venturi)
- romantyczny prąd współczesnych neostylów (straight revivalism – Hans Hollein)
- klasycyzujący prąd nowego wernakularyzmu (np. bracia Krier).

Niektórzy postmoderniści, zwłaszcza z kręgu braci Krierów, świadomie odchodzą od zasad planowania funkcjonalnego i naukowego podejścia do projektowania, twierdząc, że tradycyjnie ukształtowana urbanistyka, rozplanowanie obiektów i detale posiadają głęboki sens, wynikły z kilkusetletnich doświadczeń. Architektura historyczna traktowana jest też jako zbiór ćwiczeń przestrzennych, które także przy odmiennym kontekście obiektu nadal wywierają wrażenie. Historyzujące formy są wreszcie elementem proponowanego przez architektów stylu życia, sielanki w ucieczce przed pełnym skomplikowanej techniki gwarem współczesnego świata. Odtwarzanie atmosfery dawnych epok we współczesnej architekturze ma nierzadko podłoże komercyjne.

## Urbanistyka postmodernistyczna

### Przestrzeń miejska
Urbanistykę postmodernistyczną cechuje powrót do klasycznych definicji przestrzeni publicznej, wnętrza ulicy i placu, tkanki miejskiej. Przywołuje się wypróbowane historyczne wzorce, zakorzenione w kulturze europejskiej, modyfikując jednak ich znaczenie, przystosowując do ery samochodu. Dąży się do stworzenia przestrzeni przyjaznej człowiekowi, lecz jednocześnie do nierozdzielania funkcji dróg pieszych i kołowych.
Postmodernizm przywraca istniejącą w XIX w. rangę elewacjom i krawędziom przestrzeni. Różnicuje się jej skalę, wprowadzając przewężenia, przejścia itp. Budynkom nadaje się indywidualny rys, nastawiając się jednak przede wszystkim na ich współudział w kreowaniu przestrzeni. Urbanistyka opiera się na grze przestrzeni pustych i tkanki miejskiej, które są wyraźnie rozgraniczone.

### Zabudowa mieszkaniowa
Postmodernizm rehabilituje dawne i tradycyjne miasto, przeciwstawiając się modernistycznemu modelowi osiedla i zastępując go kwartałami i dzielnicami. Podkreśla się znaczenie mieszanej struktury miasta, negując większość postanowień Karty Ateńskiej.
W zabudowie mieszkaniowej powszechnym modelem jest zabudowa obrzeżna, odgraniczająca wnętrze kwartału od publicznej ulicy. Przywiązuje się dużą rolę do przestrzeni prywatnej oraz do zdefiniowania tożsamości i przynależności mentalnej przestrzeni, tj. także identyfikacji poszczególnych mieszkańców z najbliższym otoczeniem domu, co przeciwstawia się modernistycznemu duchowi wspólnoty.
Postmodernistyczne osiedle często przyjmuje formę świadomej fikcji, wbrew współczesnej technice i mimo nieprzystawania do stylu życia współczesnych ludzi reaktywując wizualnie miasto średniowieczne czy barokowe lub symulując miasto przyszłości. Model New Urbanism rozpowszechnił się szczególnie w USA, a także w Holandii.

## Wybrani przedstawiciele postmodernizmu
| - Arata Isozaki - Mario Botta - John Hejduk - Jacques Herzog i Pierre de Meuron - Hans Hollein - Michael Graves - Philip Johnson - Rem Koolhaas i OMA |  | - Hans Kollhoff - Rob Krier i Léon Krier - Richard Meier - Cesar Pelli - Aldo Rossi - James Stirling i Michael Wilford - Robert Venturi |